# Bogdan Ptaszyński
Bogdan Ptaszyński (ur. 1935 w Sieradzu) – polski chemik, profesor Politechniki Łódzkiej.
W roku 1961 uzyskał dyplom magistra inżyniera po ukończeniu studiów na Wydziale Chemicznym Politechniki Łódzkiej. Od 1961 roku rozpoczął pracę w Politechnice Łódzkiej, początkowo w Katedrze Chemii Nieorganicznej, a od 1970 roku w Instytucie Chemii Ogólnej i Ekologicznej.
Jego główne zainteresowania naukowe stanowiły chemia analityczna śladów, analiza termiczna, analityczne aspekty ochrony środowiska. Autor lub współautor ponad 50 publikacji, 22 opracowań dla przemysłu, dwóch patentów, współautor podręcznika. Wypromował czterech doktorów.
Był kierownikiem Zespołu Chemii Analitycznej i Koordynacyjnej, a w latach 1993–2001 zastępcą dyrektora Instytutu Chemii Ogólnej i Ekologicznej Politechniki Łódzkiej.